# Aka'aka
Aka'aka è un villaggio della Collettività d'oltremare francese di Wallis e Futuna, nel regno di Uvea, sull'isola di Wallis, nel distretto di Hahake, sulla costa orientale. Secondo il censimento del 21 luglio 2008 il villaggio ha una popolazione di 515 abitanti.

## Società

### Evoluzione demografica
Abitanti censiti